# Hulda from Holland

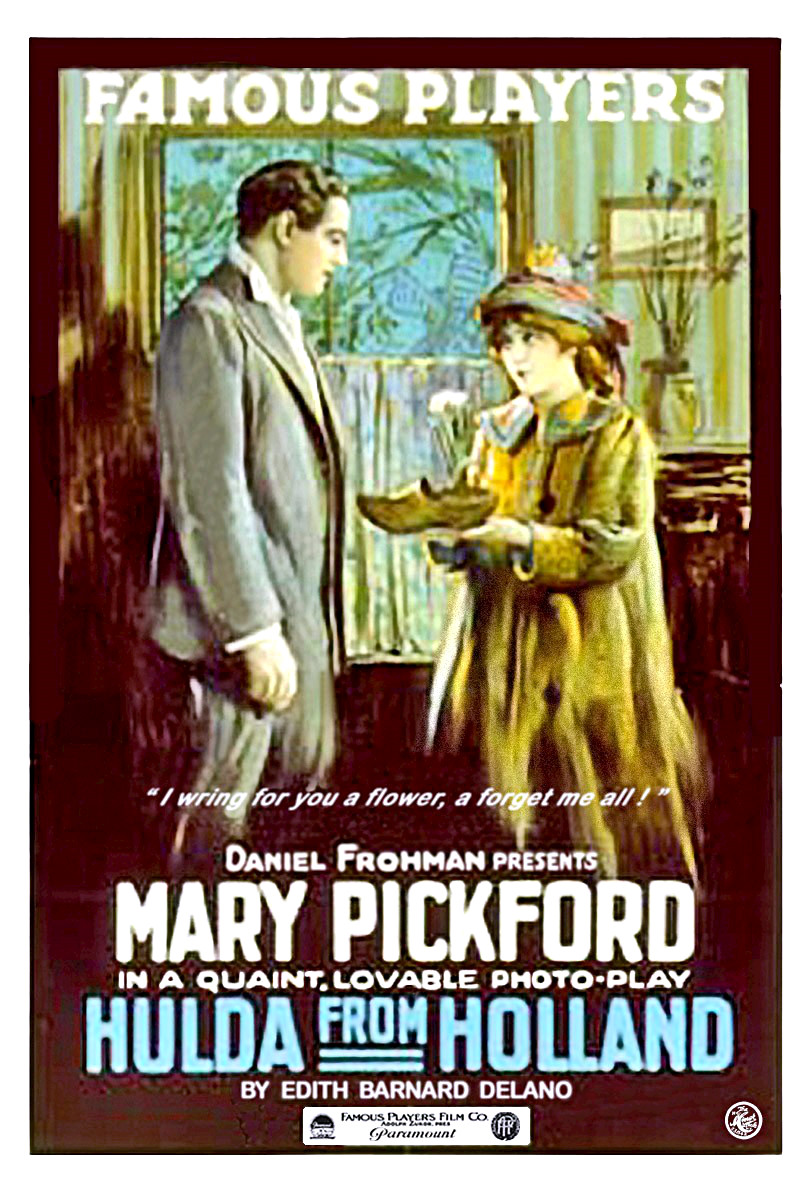
Cartell de la pel·lícula

Hulda from Holland és una pel·lícula muda nord-americana dirigida per John O'Brien i que té com a protagonista principal Mary Pickford. Va ser estrenada el 30 de juliol de 1916. Va ser la darrera pel·lícula en que Pickford va actuar per a la Famous Players Lasky Corporation (que després seria la Paramount) abans de fundar la seva pròpia productora. Es conserven dues còpies una a la Bulgarska Nacionalna Filmoteka (Sofia) i l'altra a la Filmoteka Narodowa (Varsòvia).

## Argument
Als Països Baixos, després de la mort dels seus pares, la Hulda queda com a única responsable dels seus tres germans petits. Sortosament, rep una carta del seu oncle ric que viu a Pennsylvania que els convida a viure amb ell als Estats Units. El dia que l'oncle els va a buscar al port de Nova York però una vegada els ha recollit, se separa un moment per anar a comprar uns tickets. Aleshores un cotxe l'atropella i, ferit i inconscient, és portat a un hospital on ingressa inidentificat. Hulda pren una habitació en una pensió per a tots ells regentada per una vídua holandesa. Allà coneix Allan Walton, el fill d'un magnat del ferrocarril, que ha estat desheretat perquè s'estima més dibuixar que dedicar-se als negocis. La desaparició de l'oncle Peter no solament crea un greu problema als orfes sinó també al pare d'Allan, que ha de negociar la venda de la seva granja per poder passar la seva línia per la finca. La cerca de l'home per part de Hulda i Allan acaba en l'enamorament de tots dos. Peter es recupera i Hulda i els germans van a viure amb ella.
John Walton s'assabenta de que Hulda és la nineta dels ulls de l'oncle Peter i, desconeixent la relació entre ells dos, ofereix al seu fill 10.000 dòlars si aconsegueix enamorar-la per tal de convèncer l'oncle de vendre. Allan la visita i ho explica a Hulda i Peter i tots queden d'acord. Envien un telegrama al pare explicant-li que es presenti que la venda està pactada però en arribar, descobreix que la condició per a la venda és permetre que ambdós es casin. Després d'una enrabiada inicial, i quan coneix Hulda Walton cedeix i els dos nois es casen. John Walton assisteix a la cerimònia i pare i fill es reconcilien.

## Repartiment
- Mary Pickford (Hulda)
- Frank Losee (John Walton)
- John Bowers (Allan Walton)
- Russell Bassett (oncle Peter)
- Harold Hollacher (petit Jacob)
- Charles E. Vernon (el Burgmestre)
- Cesare Gravina (veí, no acreditat)

## Producció
Va ser la darrera pel·lícula en que Pickford va actuar per a la Famous Players Film Corporation abans de fundar la seva pròpia productora, acabant-la encara que el contracte ja havia finalitzat. La filmació de la pel·lícula va tenir lloc a Long Island durant l'abril. Abans de la seva estrena ja va ser visionada a Chicago en una convenció d'exhibidors.